# Floris (Vorname)
Floris ist ein männlicher Vorname. 

## Herkunft und Bedeutung
→ Hauptartikel: Florentin
Er ist die niederländische Variante des Namens Florentius: „blühend“.

## Namensträger
- Floris Jan Bovelander (* 1966), niederländischer Hockeyspieler,  Goldmedaillengewinner WM 1990 und Olympiade 1996
- Floris van Dyck (* ca. 1575; † vor April 1651), niederländischer Stilllebenmaler
- Floris van Egmond (1469–1539), niederländischer Staatsmann und Militär in habsburgischen Diensten
- Floris Evers (* 1983), niederländischer Hockeyspieler
- Floris Michael Neusüss (1937–2020), deutscher Fotograf, Fotokünstler und Hochschullehrer
- Floris Völkner (* 1976), deutscher Hockeyspieler und -trainer